# Neues Kanzleigebäude (Darmstadt)
Das Neue Kanzleigebäude ist ein Bauwerk in Darmstadt.

## Architektur und Geschichte
Im Jahre 1825 wurde das neue Kanzleigebäude auf der Rückseite des Kollegiengebäudes nach Plänen von Georg Moller errichtet. Das Bauwerk erinnert an Florentiner Renaissance-Paläste. Das viergeschossige Gebäude besitzt im Erdgeschoss Rundbogenfenster. In den Obergeschossen besitzt das Gebäude rechteckige Fenster. Das flachgeneigte schiefergedeckte Dach ruht auf einem ausladenden Kranzgesims. Die Rahmen und Gewände der Öffnungen sind in Sandstein gehauen.
Bemerkenswert ist die Innenhoffassade mit dem Treppenhaus. Der Treppenbau besitzt einen Risalit mit Giebel.
Im Inneren des Gebäudes befindet sich eine gewölbte Kassettendecke über dem Thermenfenster. Das Portal an der Nordseite führt auf eine Vorhalle von neun quadratischen Jochen. Vier korinthische Säulen tragen mit den entsprechenden Pilastern die Decke. An den Wänden befinden sich Gurtbögen, zwischen denen Kreuzgewölbe angeordnet sind.
Im Jahre 1845 entstand ein zweigeschossiger Westflügel, der 1889 bei Errichtung des neuen Ostflügels aufgestockt wurde. Diese Ergänzungsbauten wurden stilistisch dem Kollegiengebäude angepasst.
Bei einem Luftangriff im Jahre 1944 wurde das Bauwerk weitgehend zerstört. In der Nachkriegszeit wurde das neue Kanzleigebäude in seinen wesentlichen Teilen originalgetreu wiederaufgebaut.

## Das neue Kanzleigebäude heute
Heute beherbergt das neue Kanzleigebäude mehrere Abteilungen des Regierungspräsidiums Darmstadt.

## Denkmalschutz
Aus architektonischen und stadtgeschichtlichen Gründen ist das Bauwerk ein Kulturdenkmal, außerdem ist es ein geschütztes Kulturgut nach der Haager Konvention.